# Captain Hook

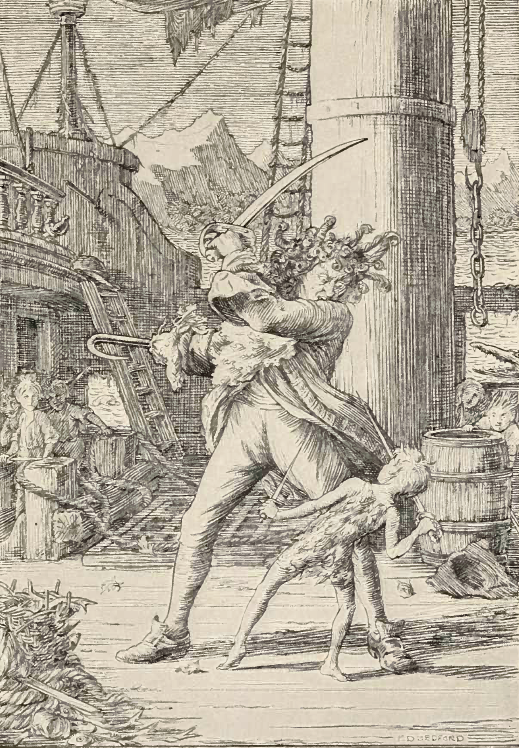
Captain Hook von Francis Donkin Bedford, 1911

Captain Hook ist eine fiktive Figur aus Peter Pan, dem Bühnenstück und Buch von James M. Barrie. Er ist der Gegenspieler von Peter Pan.

## Name
Der volle Name des Kapitäns ist Captain James Hook. Seinen Vornamen schreibt er abgekürzt JAS. Im Buch heißt es, „er war Blackbeards Bootsmann“ und „die einzige Person, die der berühmte Koch Barbeque je fürchtete“ (d. i. Long John Silver, der einbeinige Koch aus R. L. Stevensons Roman Die Schatzinsel). Der Name Hook beruht darauf, dass er seine Hand während der ersten Konfrontation mit Peter Pan verlor: Peter warf sie einem riesigen Krokodil in den Rachen. Anstatt seiner linken Hand – im Roman ist es die rechte – trägt er seitdem den namengebenden Haken, der je nach Illustrator oder Filmrequisiteur unterschiedlich als simpler Haken, als eiserne Klaue, als Doppelhaken oder als ein ausgefeiltes Mordwerkzeug dargestellt wird. In den meisten Versionen hat der Captain mehrere Haken, die er auswechseln kann, darunter einen aus Gold für festliche Anlässe.

## Erscheinung
Hook ist der unangefochtene Kapitän des Piratenschiffes Jolly Roger. In Filmen und Illustrationen wird das Schiff meistens als rot-goldene Galeone dargestellt. Er ist Anführer der Piraten von Neverland und trägt immer nur Kleidungsstücke und Federhüte von äußerster Exklusivität nach der Mode des 17. und 18. Jahrhunderts. In den meisten Büchern und Filmen trägt er einen rot-goldenen oder einen blauen Kapitänsrock, Dreispitz, Kniehosen, Seidenstrümpfe, Schnallenschuhe oder hohe Stiefel, ist bewaffnet mit einem Degen sowie diversen Pistolen. Sein sehr langes, gelocktes schwarzes Haar trägt er in strenge Korkenzieherlocken gedreht, die aus der Ferne wie schwarze Kerzen wirken. Sein Gesicht mit „Augen so blau wie Vergissmeinnicht-Blumen“ ist von leichenhafter Blässe, seine Augen liegen tief in dunklen Höhlen; sie werden rot, wenn er wütend ist. Sein Erscheinungsbild gilt als attraktiv und gleichzeitig als abstoßend. Selten sieht man ihn ohne seinen doppelten Zigarrenhalter, den er selbst erfunden hat, mit dem er zwei Zigarren auf einmal rauchen kann. Hooks genaues Alter ist unbekannt.
Das Krokodil, das seine Hand gefressen hat, verfolgt Hook Tag und Nacht, begierig nach dem Rest. Zu seinem Glück verschluckte das Krokodil einen Wecker, weshalb Hook das Krokodil schon von weiten hören und stets entkommen kann. Deshalb gerät er leicht in Panik, wenn er ein Ticken vernimmt: Er leidet an „Chronometrophobie“.

## Charakterisierung
Captain Hook ist die düsterste und ernsthafteste Gestalt in Barries Peter-Pan-Erzählungen. Er symbolisiert hier den „Erwachsenen“ schlechthin: Er ist finster, brutal, skrupellos, oft melancholisch und einsam. Er verachtet das indigene Volk, das ebenfalls auf Neverland zu finden ist, genauso wie seine eigene Mannschaft, die aber bedingungslos zu ihm hält. Allerdings beschreibt ihn Barrie auch als einen guten Geschichtenerzähler, einen Mann, der Blumen mag und der sehr gut mit einer Hand Cembalo spielen kann. Seine Gentleman-Natur hat er als Bürde der Vergangenheit niemals ganz ablegen können. Sein Leben lang behält er „guten Stil“.
Im Lauf der Geschichte stellt sich heraus, dass er Peter nicht allein wegen der verlorenen Hand verabscheut – er findet seinen Haken „besser als ein Dutzend Hände“ –, sondern wegen dessen Unverschämtheit und kindlicher Frechheit, welche ihn quält wie ein Stachel im Fleisch. Im Unterschied zu Hook scheint Peter niemals Zweifel oder Furcht zu kennen. Sein Ende nimmt Hook, als er, gestoßen von Peter Pan, in den Rachen des neben der Jolly Roger wartenden Krokodils stürzt. Peter Pan selbst erinnert sich bald nicht mehr an seinen Erzfeind.

## Verkörperungen
In den meisten Bühnenfassungen werden er und Mr. Darling, der Vater der Kinder, von demselben Schauspieler dargestellt, denn laut Peter „sind alle Erwachsenen irgendwie Piraten und Spielverderber“.
Folgende Schauspieler haben unter anderem  Captain Hook in Filmen und Fernsehserien verkörpert:
- Ernest Torrence in Peter Pan, 1924
- Dustin Hoffman in Hook, 1991
- Jason Isaacs in Peter Pan, 2003
- Rhys Ifans in der britisch-US-amerikanische TV-Miniserie aus dem Jahr 2011 Neverland – Reise in das Land der Abenteuer
- Corey Burton in Jake und die Nimmerland-Piraten, 2011
- Colin O’Donoghue in der US-Serie Once Upon a Time – Es war einmal …, 2012
- Garrett Hedlund in Pan, 2015
- Stanley Tucci in Peter and Wendy, britischer TV-Film, 2015
- Jude Law in Peter Pan & Wendy, 2023
- Joshua Colley in Descendants: The Rise of Red, 2024